# オートレース
オートレースは、競馬・競輪・競艇と並ぶ公営競技の1つで、プロのオートレース選手達が競走車（排気量600 ccの二輪車。以前は四輪車もあった）によって行う日本のモータースポーツ・オートバイ競技の一種である。また、その競技の勝敗を予想するギャンブルを示す用語としても使われる。

## 主催者など
監督省庁は競輪と同じく経済産業省（製造産業局）。小型自動車競走法に基づいて公益財団法人JKAが運営し、指定自治体がパリミュチュエル方式により勝車投票券（車券）を販売する。
主催は、2025年現在、川口市・伊勢崎市・浜松市・山陽小野田市・飯塚市の5市である。

## オートレース場
オートレース場は、2022年現在、川口オートレース場・伊勢崎オートレース場・浜松オートレース場・山陽オートレース場・飯塚オートレース場の5場が存在する。また、ナイター競走開催のための照明設備が設置されている場もある。

### 競走路
オートレースの舞台となる競走路は、1周500 m、幅30 mの楕円形のコースで、走路は少し傾斜している。直線部は片側約87 m、コーナーは片側約163 mで走路の傾斜角は約2.25度（カント50 / 1000）の傾斜がついている。これはハイスピードでもコーナーを回りやすくするためと、選手が高度なテクニックをフルに発揮して面白いレース展開になるように工夫してある。路面は、一般道路より粗い開粒型アスファルトコンクリートで、タイヤが確実に路面をとらえ、水はけが良く、雨の日でもスリップが少ないことも特徴。

### ラインの種類
- スタートライン：ゴールラインから後方100 mに位置する、スタートのためのライン。
- ハンデライン：スタートラインを起点に、外線に沿って10 m刻みで放射状に設けられている。ハンデレースの時のスタートライン。
- 内線・外線：コースの内側（幅2 m）と外側（幅10 m）の回避地帯と競走路との境界線のこと。
- ゴールライン：この線上に到達したときをもって、入着とする。

### ハンデラインの長さと競走車の配置
ハンデ10 m〜40 mまでの4本のハンデラインは、長さが20 mあり、競走車はそのラインの中心に配置される（同ハンデの選手がいる場合は、中心から左右に振り分けられる）。ハンデ50 m以降は、ハンデラインの長さが短くなり、競走車は外線から2 mの位置を基準に内側に向って配置される。

### 緩衝柵
外部回避地帯と外柵との間に設けられているネット。猛スピードで衝突しても、ワイヤーで吊ったネットがショックアブソーバーの役割をして、衝撃を吸収するように工夫されている。

## 選手
オートレースの選手は、全国で約400人。成績順で、S級、A級、B級の3つのランクのいずれかに属している。2024年3月現在、最年少は19歳、最高齢は77歳という幅広い年齢で構成されている。近年は女子選手も増加しており、2024年時点で22人が活躍中。
平均年収は、約1,350万円（2022年）。

### 選手になるには
オートレースの選手になるには、原則として年1回行われる『選手養成所入所試験』に合格しなければならない。
主な応募資格は下記の通り
- 満16歳以上
- 運転免許証を所持している（原動機付自転車の運転免許でも可）
- 体重60キログラム以下
- 両眼とも裸眼視力0.6以上、または矯正視力1.0以上で、色覚に異常が無い
- バイク・スポーツ経験者には特例制度あり

試験に合格すると、茨城県下妻市の筑波サーキット内に併設されている『オートレース選手養成所』に入所し、約9か月間（各レース場での実施訓練を含む）オートレース選手として必要な知識・技能を習得して、選手資格検定試験に合格した者が公益財団法人JKAの選手として登録され、各オートレース場へ配属される。

### ランク
オートレースの選手は、成績に応じて最上位のS級（第1位 - 第48位）、A級（第49位 - 第280位）、B級（第281位 - 最下位）と3つのランクのいずれかに属している。新人は、デビュー後一定期間はB級で、その後の成績でランクが決定する。ランクは、全てのレースの結果を得点化したものを計算して決定し、6ヶ月ごとに見直される。ランクによってあっせんの内容に差があり、S級の選手はグレードの高い（賞金の多い）レースにより多く出場できる。

## 競走車
オートレースの競走車は、600 cc（新人選手はデビュー後、一定の期間500 cc）のオートレース専用エンジン（スズキ製 セア）を搭載しており、常に競走路を左回りで周回するため、乗車中のハンドルが水平に近くなる様に、左ハンドルが高く右ハンドルが低い独特のフォルムを有している。レースの殆どを傾いて走行するため、断面が三角形の形状で走路とタイヤとの接地性を高めた三角タイヤを装着し、ギヤはローとトップの2段。急激なブレーキ操作による追突事故を防ぐために、競走車にブレーキは付いていない。

### 競走車の特徴と性能
出典:

#### 勝敗の行方は「セア」の調整が握る
「セア」（Super-Engine of Auto Race）は、オートレース専用に開発されたスズキ製600 ccのエンジンで、1993年10月に一斉に乗り替わった。苛酷な条件に耐えながら、選手一人一人の操縦技術を存分に引き出すことができる。エンジンの調整・整備は、個々の選手に委ねられており、その調整次第で性能も勝敗の行方も大きく変化する（新人選手は排気量の小さい500 ccのエンジンを一定の期間使用）。

#### ブレーキがない
競走車の最大の特徴。レースが接近戦で行われるため、勝手なブレーキ操作は追突事故のもとになる。なお、キャブレターにはアイドリング機能がなく、シャッターが完全に閉じるため、エンジンブレーキの効きは強力になっている。

#### ハンドルの高さが左右違う
競走路を左回り（反時計回り）で、終始傾斜して走行する競走車は、傾斜時の安定性を向上させるために、左ハンドルが高くなっている。

#### 計器類がない
各種メーター、ランプ類など、競走に必要のないものは一切取り除かれている（緊急停止ボタンは装備されている）。セルモーターや始動キックペダルもないので、エンジンの始動は押しがけによって行う。前述の通り競走車にはアイドリング機能がないので、アクセルを離すとエンジンが停止する。

#### ダイヤモンド型フレーム
激しく繰り返される加減速に耐え、ねらったラインを正確にたどるには強固なフレームが不可欠となるため、フレームは、JAPエキセルシャー型から発展したダイヤモンド型フレームを採用している。この形式は、三角フレーム、エンジン、エンジンプレート、上下バックフレームを全てボルト＆ナットで連結。エンジンの振動と落車時の変形を最小限にとどめる機能的なもの。なお、付属品として、前後フェンダー、フェンダーステイ、サドル、ひざ当て、ステップ、チェーンケースなどを備えている。

#### 独自のサスペンション構造
フロントは、コイルスプリングのみのテレスコピック形式のフォークとオイルフォークの2種類。そしてリヤはまったくのリジッド。これはタイヤが限界を超えて横滑りしたときにもマシンのコントロールを容易にするため。

#### ヒザ当て
競走車を抑えるために必要なオートレース独自なもの。

#### 2段変速トランスミッション
ローギヤでスタートして、トップギヤに入れ替えたら、後はアクセルワークによる加減速のみ。トップギヤのパワーバンドは時速50 km〜150 kmと非常に広いため、コントロールには細心のテクニックが要求される。

#### 三角タイヤ
前後輪とも、ダンロップKR-73S,3.00-20-4PRタイヤを使用。カーブでの接地性をよくするために、タイヤの断面は三角形をしているが、それでも新品のままでは接地性が十分ではないため、使用する前に接地する側のトレッド部の表面をサンダーで削り、さらにコースを数周する「当たりつけ」を行う。雨天用の特別なタイヤはなく、トレッド部の高いものを「雨天用」、トレッド部の低いものを「晴天用」として使用している。寒冷期には、ブロックパターンはそのままでゴムの発熱性を高めたもの（KR-73W）を前輪に使用することがある。なお、タイヤの寿命は普通3〜4レース。

## 競走（レース）
オートレースの競走（レース）は通常1日12レース行われる。1競走の出走数は通常8車で、1周500 mの競走路を規定の周回数走行することで行われる。スタートラインはゴールラインの100 m後方に存在し、走行距離が100 mプラスされる。一般レースは6周回（3100 m）、GI・GIIは優勝戦が8周回（4100 m）。SGは準決勝戦が8周回、優勝戦が10周回（5100 m）で行われる。

### ハンデレース・オープンレース
選手間に技量差があるためレースの大半がハンデレースで行われる。近況の着順やタイムを参考に番組編成委員によって距離によるハンデが選手へ与えられる。スタートラインを0線（通称ゼロせんまたはゼロハン）と呼び、以下10 m毎に最大110 mまでのハンデが選手へ課せられる。このため、ハンデレースは有力選手による後方からの追い上げ、比較的軽いハンデ位置からの逃げ切り、2つのレース展開が同時進行する。
選手の技量差が僅差のレース（主にグレードレース）は、0 mまたは10 m線から8車横一列でスタートするオープンレースで行われる。オープンレースは主にスタート力に優れた選手が逃げ切る展開が多い。SG「日本選手権オートレース」は、全レースがオープンレースで行われる。

### 開催期間
開催は3日間、4日間、5日間、6日間の連続開催。勝ち上がり方式で行われレースは予選、一般戦、準々決勝戦、準決勝戦、優勝戦で構成される。

### 1日2開催
2023年12月、新たな開催形態として、川口オートレース場にて同一日に普通開催（日中・12レース制）とナイトレース（8レース制・無観客開催）を組み合わせた合計20レースの「1日2開催」を2024年2月5日から7日と同3月17から19日に実施することを発表。開催名称は「川口ダブルヘッダー」。
「1日2開催」が可能になった背景には、小型自動車競走法施行規則の一部改正の規制緩和で1日の競走回数が20回以内となったことで可能となった。

#### 実施概要
主な実施概要は以下の通り。

##### 開催形態
同一日に昼普通開催12レース、ナイトレース（無観客開催）8レース、計20レースを実施。選手賞金及び勝ち上がりは普通開催8車立て3日制、ナイトレース7車立て3日制を適用。

##### 発売
- 昼普通開催：通常どおり（有観客）
- ナイトレース：通常の無観客ナイトレースとの相違点は、本場前売、専用場外発売なし[注 10]。

##### あっせん選手数
96名（ナイトレース出場選手56名を含む）。

##### 選手出場回数
1日2回まで。

##### 競走成績等
昼普通開催、ナイトレースそれぞれ通常どおり取り扱う。1日2開催において即適用罰則に該当した場合は、先送り罰則（2日）で処理し、次のレース出場を可能とする。ただし、周回誤認等の重大罰則は即適用罰則を適用。成績表示は勝ち上がりに合わせ昼普通開催、ナイトレースに分けて表示。

### 勝ち上がり
普通開催の場合、レースの着順及び上がり100 mのタイムによるタイム順位を合計した得点により順位を決定し、準決勝戦を除き1着の選手及び順位上位の選手が勝ち上がる（準決勝戦のみ着順だけで勝ち上がりを決める）。グレードレースの勝ち上がりは、グレードレース個々に勝ち上がりが設定されている。また、ミッドナイトオートレースでも普通開催とは異なる勝ち上がりが採用されている。

### グレード開催の種類
他の公営競技同様グレード制の競走体系をとっており、年5回行われるスーパーグレード (SG) はその頂点にある。その他、GI・GIIと呼ばれるグレードレースが存在する。

### レースまでの流れ

#### 試走
選手が枠番順に隊列を組んでコースを3周する。最後の1周は係員の青旗の合図で全力走行が義務付けられている。
これにより競走車の調子等を観客へ見せるのが試走の目的である。主催者が全力で走行していないと判断した場合は、当該選手のみ再試走を指示される。
試走後は主催者より試走タイムが提示されるが、再試走を行った選手の試走タイムには「再試走」と表示される。理由の如何に関わらず、再試走した場合は1回目より速いタイムを出さないと欠車となる。

#### レース
各選手が所定のスタートライン後方に引かれた発走補助ラインに前輪を接地させる。ゲートなど車体を固定する機器は使われず、係員が前輪位置を確認する。スタート位置はハンデ40 m線までは外線から10 mの点を中心に2 m間隔で各競走車を車番昇順に内側から配置し、ハンデ50 m線以上は車番最老番車を外線から2 mの位置に置き、以降2 m間隔で車番降順に内側へ配置する。発走10秒前より、走路外右側に設置された発走合図機（大時計）の緑色合図灯が1つずつ消灯、5秒前から針が回転。針が0秒を指した時点でスタートとなり、全選手が正立位置から一斉にスタートする。万一、大時計やフライング監視のためのセンサーなどスタート制御のシステムに不具合が発生した場合、係員による黄色と白色の手旗発走で代替される。
スタート後は規定周回数走行し、ゴールとなる（周回数は上記参照）。

### 1日2回出走
2022年4月27日、山陽オートレース場のミッドナイト開催より「1日2回出走」を実施。実施方法や運用方法については下記の通り。

#### 実施する開催節
普通開催及びミッドナイトオートレース、川口ナイトレース、伊勢崎アフター5ナイター、浜松アーリーレースの開催。なお、原則としてグレードレースでは実施しない。

#### 実施となるケース
- 追加 → 補充 → 1日2回出走

※追加あっせん及び補充あっせんを行ってもなお出場選手数に不足が生じた場合に参加選手の中から実施

#### 競走車
個人所有車を使用し、1回目及び2回目どちらも同一競走車となる。ただし、エンジン大破等の場合があった場合は現行の取扱いの準用となる

#### 整備
整備範囲に規制を設けず、2回目の出走に支障を来さない範囲で可能となる

#### 競走成績の審査
1日2回出走した場合の競走成績の取扱いについては、どちらの出走も通常通りの対象となる

#### 勝ち上がり
- （1）勝ち上がり方式による開催節の場合は、原則2回目の成績が採用となる
- （2）1回目の出場において罰則の適用を受けた場合は、勝ち上がり権利を失う
- （3）勝ち上がり表は、こちら (PDF)

#### 適用選手の決定
- （1）予め希望調査を実施し、希望者のランク上位者より順次適用となる
- （2）準決勝戦に進出した選手は、準決勝戦日以降は原則対象外となる

#### 一般戦Bにおける1日2回出走の実施方法
普通開催の勝ち上がりの「一般戦 A・B」2つのブロックを「一般戦」として1つのブロックとする→一般戦の区分けの撤廃

#### ミッドナイト競走等における1日2回出走の適用選手
準決勝戦出場選手は1日2回出走の対象、優勝戦出場選手は対象外。最終日の特別選抜戦・選抜戦の出場選手を対象とする。

#### 罰則関係
罰則の取り扱いについては通常開催同様に適用となる。なお、1回目の出場において即適用罰則（翌日休）の該当行為があった場合でも、車立て確保のため周回誤認・タイムアップ等の節単位罰則を除き、原則、当日の2回目の出場が認められる

### ルール
公正で安全なレースを実施する上で、以下の主なルールが定められている。

#### スタート時に関する主なルール
- フライング：発走合図が完了する前に発走すること（再発走となる行為）

※フライング発生時には、大時計の赤ランプが点滅してフライングであることが観客にも伝えられる。予選・準決勝戦の場合、当該選手は優勝戦へ出走できない（失権）。再発走で同じ選手が再びフライングした場合は出走停止（当該選手に関する車券は返還）となる。また3回目のフライングを含む不適正発走発生時には、全車ピットに戻されて車体検査が行われて、4回目の不適切発走発生時には、レース不成立になる
- 出残り：発走合図が完了したのに発走しない、又は発走直後に停止すること（再発走となる行為）
- 後方スタート：発走補助ラインに接地せず、かつ、発走合図が完了する前にスタートすること（罰則の対象となる）
- スタート戒告：発走補助ラインに接地せず、かつ、発走合図が完了した後にスタートすることなど（9回出場中2回すると罰則の対象となる）

#### 発走後に関する主なルール
- 内線・外線突破：自己の責により、走路の内線・外線を踏み越え内部・外部回避地帯を通過すること （反則失格となる行為）
- 反則妨害（反妨）：競走中の妨害行為により、反則失格となること
  - 主な妨害行為
    - かぶせる：外側から急激に他車の進路にはいってくること
    - 押圧（おうあつ）：併走状態の競走車の一方が内（外）側によって相手の競走車の進路を狭めること
    - 衝突：他の選手の競走車又は身体に接触し衝突を与えること
    - 斜行： 急激に斜めに進路を変更して後方の選手の進路と交差すること
- 競走戒告：妨害の行為が軽微で、反則失格に至らない場合（6回出場中2回すると罰則の対象となる）
- タイムアップ：3着以内に入着し、雨天等走路状況の変化又は相当の理由 がなかったにもかかわらず、競走タイムが試走タイムより良かった場合（罰則の対象となる）
- 試走戒告：3着以内に入着し、雨天等走路状況に変化がなかったのにも かかわらず、試走タイムが、競走タイムと比較して0.02秒/100 m以内（タイムアップを除く）であった場合（6回出場中2回すると罰則の対象となる）

#### その他
- 追い抜く際は原則として外側から追い抜く。ただし十分なスペースがある場合のみ、内側からの追い抜きが可能
- 周回誤認した場合「参加解除（即日帰郷）」および「次節休場」と「次々節休場」の処分となる

#### レースの不成立
落車転倒などで競走車・部品がコースに残留した場合や、競走車のギアボックス等の破損でコース上にオイル類が散ってしまった場合は、安全性や公平性の観点から即座にレースが中止（赤旗）となり競走不成立となる。不成立となった競走の車券は、全額返還される。最終周回でこのような事態が起き、残った選手がゴール線を通過しても赤旗が振られることがあり、その場合も返還となる。

#### レースに使用される旗の種類
スムーズで安全なレース運営のために、以下の色々な旗が審判員によって振られる。
- 赤旗：フライングや事故により競走の続行が不可能となった場合に上げ、競走を停止させる。また、競走終了後に反則があった場合や選手に対する競走終了の合図にも使用する（サイズ(cm)：40×45）
- チェッカーフラッグ：ゴール線に選手が到着するごとに1回転させながら振る（サイズ：85×70）[注 14]
- 黄旗（事故旗）：レース中に落車などの事故が発生した場合に掲示し第2・第3の事故発生を防ぐ（サイズ：85×70）
- 黄旗：準備完了後や競走終了後に反則がなかった場合に上げる（サイズ：40×45）
- 青旗：8の字に振り、最終周回に入ることを選手に知らせる（サイズ：80×70）

#### 罰則
主な罰則の適用内容は以下の通り。
| 項目                                                                 | 規制日数 |
| -------------------------------------------------------------------- | -------- |
| 試走中他の選手を落車させた場合                                       | 1日      |
| フライング（SG、GI及びGII優勝戦を除く）                              | 1日      |
| 出残り                                                               | 1日      |
| その他異常発走                                                       | 1日      |
| 妨害行為（妨害の際に他の選手を落車させなかった場合）                 | 1日      |
| 競走戒告を6回出場中2回した場合                                       | 1日      |
| 試走戒告を6回出場中2回した場合                                       | 1日      |
| 故障に起因する妨害                                                   | 1日      |
| 故障完走（着順が変化した場合）                                       | 1日      |
| オイル漏れ（他の選手を落車させたり、次のレースの発走を遅らせた場合） | 1日      |
| ゴール後妨害                                                         | 1日      |
| オイル漏れ（その競走が不成立になった場合）                           | 2日      |

| 項目                                                                                                 | 規制日数 |
| --- | -------- |
| 後方スタート（優勝戦を除く） ※発走補助ラインに接地せず、かつ、発走合図が完了する前にスタートした場合 | 1日      |
| 妨害行為（妨害の際に他の選手を落車させた場合）                                                       | 1日      |
| 故障（2日間連続の故障）                                                                              | 1日      |

| 項目                                                             | 規制日数        |
| ---------------------------------------------------------------- | --------------- |
| フライングを9回出場中2回した場合                                 | 翌日及び後日1日 |
| 妨害行為を6回出場中2回した場合                                   | 翌日及び後日1日 |
| 危険な走法（著しく危険な行為、同一レースにおける複数の妨害行為） | 翌日及び後日2日 |

| 項目                                            | 規制日数                               |
| ----------------------------------------------- | -------------------------------------- |
| SG、GI及びGII優勝戦においてフライングした場合   | 次節 ※グレードレース等を除く           |
| 普通開催優勝戦において後方スタートした場合      | 次節 ※グレードレース等を除く           |
| SG、GI及びGII優勝戦において後方スタートした場合 | 次節及び次々節 ※グレードレース等を除く |
| タイムアップ（3着以内の場合）                   | その節及び次節                         |
| 周回誤認                                        | その節、次節及び次々節                 |

※SG優勝戦フライングの場合、次回同一レース出場資格喪失
| 項目                                     | 規制日数                                   |
| ---------------------------------------- | ------------------------------------------ |
| 過去6ヵ月間に、妨害行為を6回行った者     | 選手あっせん規制委員会において審議決定する |
| 過去6ヵ月間に、フライングを5回行った者   | 選手あっせん規制委員会において審議決定する |
| 過去6ヵ月間に、後方スタートを3回行った者 | 選手あっせん規制委員会において審議決定する |

## 投票券（車券）

### 種類
オートレースの車券の賭式は以下の7種類と重勝式である
- 単勝式 - 1着の選手を当てる（組み合わせ=8通り）
- 複勝式 - 予想した選手が3着以内に入れば当たりとなる（7車立て以下なら2着まで）（組み合わせ=8通り）
- 2連勝単式（2連単） - 1着と2着の選手を着順通りに当てる（組み合わせ=56通り）
- 2連勝複式（2連複） - 1着と2着の選手を着順に関わらず当てる（組み合わせ=28通り）
- 3連勝単式（3連単） - 1着から3着までの選手を着順通りに当てる（組み合わせ=336通り）
- 3連勝複式（3連複） - 1着から3着までの選手を着順に関わらず当てる（組み合わせ=56通り）
- 拡大2連勝複式（ワイド） - 1着から3着までに入る2選手を着順に関わらず当てる（組み合わせ=28通り）
- 重勝式
  - モトロトBIG、モトロトmini（2011年4月13日より）
  - 当たるんです（2016年12月14日より）
  - モトロト7（2023年4月1日より）
  - Auto Race TWO、Auto Race THREE、Auto Race TOUR (2023年10月31日より）

### 控除率の引き上げ
オートレースの控除率は競輪、競艇と同率の25 %だったが、第180回通常国会において、小型自動車競走法が改正され、2012年4月1日から施行されたことに伴い、以下のオートレース場では控除率が25 %から5 %引き上げられ30 %となる＝払戻率は75 %から5 %引き下げられ70 %になった。
この控除率の5 %引き上げ（払戻率の5 %引き下げ）は、払戻金が5 %下がるのではなく、100票中10票的中の場合、払戻金は750円から700円に下がることを意味する（この場合、払戻金は6.66 %下がる）。
- 2012年6月9日の開催より、川口オートレース場[18]、飯塚オートレース場[19]、伊勢崎オートレース場[20]
- 2012年6月13日の開催より、船橋オートレース場[21]
- 2012年6月27日の開催より、浜松オートレース場[22]
- 2012年7月18日の開催より、山陽オートレース場[23]

控除率引き上げ（払戻率引き下げ）後、売り上げは落ち込み（詳細はこちらを参照）、2015年度からSG開催（5開催）と特別GI（2開催）の2連勝単式の払戻率が80 %になる「BigRace80」を実施。2016年度は、SG開催（5開催）及び各レース場で設定したレースにおいて、2連勝単式の払戻率が80 %になる「BigRace80+」を実施。2017年度からは、全てのグレードレース（SG・特別GI・GI・GII）の第7レースの2連勝単式の払戻率が80 %になる「グレードレース セブン」を継続的に実施している。

### 場外車券売場
オートレースは1999年に初めて場外施設が開設されたものの2003年に廃止となる。その後統括団体がJKAとして統合されると、2012年から競輪の場外車券売場にオートレースの場外施設を併設するようになり、2021年10月現在は全て競輪場外車券売場と併設されている。

## 競輪との統合等
オートレースはこれまで日本小型自動車振興会が運営してきたが、2005年（平成17年）の閣議決定「行政改革の重要方針」、及び、2007年（平成19年）6月13日に公布された「自転車競技法及び小型自動車競走法の一部を改正する法律」に基づき、2008年（平成20年）4月1日を以って解散し、同日を以ってオートレースに関する業務は財団法人JKAへと承継された。
この財団法人JKAは、日本自転車振興会が日本小型自動車振興会を統合し、新たにオートレース事業を開始するにあたって名称を変更したもので、競輪とオートレースは同一の法人によって運営されることとなった。また、これに併せて各地の「自転車競技会」及び「小型自動車競走会」も、それぞれ2008年4月30日までに公益法人に移行した。

## 歴史
出典:

### 1940年代〜1950年代
- 1949年（昭和24年）
  - 8月10日 - 日本小型自動車競走会発足
- 1950年（昭和25年）
  - 5月27日 - 小型自動車競走法公布、施行
  - 9月1日 - 統括団体として社団法人全国小型自動車競走会連合会設立
  - 10月26日 - オートレースの開催を控え予行レースを船橋競馬場内の専用ダートコースで開催[注 15]
  - 10月29日 - 船橋オートレース場開設、船橋競馬場内の専用ダートコースにて全国初のオートレースを開催
  - 11月16日 - 距離ハンデレース採用
- 1951年（昭和26年）
  - 5月5日 - 船橋オートレース場にて、オートレースで初の選手死亡事故
  - 10月5日 - 園田オートレース場開設
  - 11月1日 - 長居オートレース場開設
  - 11月20日 - 柳井オートレース場開設
- 1952年（昭和27年）
  - 1月 - 船橋オートレース場にて、四輪車レースの開始
  - 2月1日 - 川口オートレース場開設
  - 2月18日 - 園田オートレース場廃止
  - 4月 - 長居オートレース場廃止
- 1953年（昭和28年）
  - 3月17日 - 甲子園オートレース場開設
- 1954年（昭和29年）
  - 1月13日 - 田代勝弘・大村美樹雄がブラジルに遠征（田代は負傷欠場・大村はR125で完走）
  - 11月27日 - 大井オートレース場開設（全国初の舗装走路）
- 1955年（昭和30年）
  - 3月26日 - 甲子園オートレース場廃止
- 1956年（昭和31年）
  - 5月1日 - 浜松オートレース場開設
- 1957年（昭和32年）
  - 2月22日 - 飯塚オートレース場開設
  - 10月6日 - 柳井オートレース場最終開催（休止の後に廃止）
- 1959年（昭和34年）
  - 5月18日 - 皇太子御成婚奉祝パレードにオートレース選手も参加
  - 5月19日 - 選手の出場斡旋規則、選手褒賞懲戒規則制定
  - 9月26日 - 伊勢湾台風で浜松オートレース場施設大破、川口オートレース場冠水

### 1960年代
- 1962年（昭和37年）
  - 10月1日 - 統括団体を特殊法人日本小型自動車振興会に改組
  - 10月1日 - 千葉県、埼玉県、東京都、静岡県、福岡県の各小型自動車競走会設立
- 1963年（昭和38年）
  - 1月6日 - 平野秀幸（四輪）・萩巣淳一がオーストラリアに遠征
  - 7月31日 - 全日本オートレース選手会設立
- 1964年（昭和39年）
  - 1月3日 - 岡本七重（女子）がオーストラリアに遠征
- 1965年（昭和40年）
  - 3月23日 - 川口オートレース場にて、「第1回日本選手権オートレース」開催（優勝：広瀬登喜夫）
  - 4月10日 - 山陽オートレース場開設（柳井オートレース場より移転）
  - 5月25日 - 飯塚オートレース場にて、「第1回オールスターオートレース」開催（優勝：末安喜三郎）
- 1966年（昭和41年）
  - 2月15日 - 財団法人日本オートスポーツセンター設立
- 1967年（昭和42年）
  - 5月10日 - 日本オートスポーツセンター開設（同センター内に日動振選手養成所開設）
  - 6月26日 - 飯塚小型自動車競走会が西日本小型自動車競走会に改称
  - 10月6日 - 飯塚オートレース場、走路舗装化
  - 10月29日 - 川口オートレース場、走路舗装化
  - 12月8日 - 浜松オートレース場、走路舗装化
- 1968年（昭和43年）
  - 1月11日 - 船橋オートレース場、走路舗装化。全レース場舗装走路化完了
- 1969年（昭和44年）
  - 1月24日 - 美濃部亮吉東京都知事、都営公営競技廃止を表明
  - 9月25日 - 選手の新陳代謝制度確立

### 1970年代
- 1970年（昭和45年）
  - 4月9日 - 警視庁捜査第四課が大井、船橋オートレース場で行われていた八百長事件を捜査[32][注 16]（黒い霧事件、こちらを参照）
- 1971年（昭和46年）
  - 4月1日 - 山口県小型自動車競走会設立（西日本小型自動車競走会から分離独立）
- 1972年（昭和47年）
  - 1月1日 - 選手の新陳代謝制度改正（代謝率を3 %から2 %にダウン）
- 1973年（昭和48年）
  - 3月31日 - 大井オートレース場廃止
  - 5月30日 - 四輪車レース廃止
  - 5月31日 - 東京都小型自動車競走会解散
  - 6月22日 - 1日のレース開催時間約4時間半以内となる
  - 11月10日 - 伊勢崎市臨時市議会において大井オートレース場の伊勢崎市への招致を議決
- 1974年（昭和49年）
  - 2月1日 - 石油、電力等の節約対策実施に伴いレース数、周回数を削減（11レース、6周回に）
  - 10月30日 - 大井オートレース場の伊勢崎市移転に関する公聴会（賛成9、反対5、中立1）
  - 11月10日 - 伊勢崎市臨時市議会、大井オートレース場の伊勢崎市への移転招致を決議
  - 11月20日 - 大井オートレース場の移転（伊勢崎市へ）許可
- 1975年（昭和50年）
  - 2月26日 - 伊勢崎オートレース開場対策委員会発足
  - 3月27日 - 元大井地区所属選手 宮浦富夫ほか31名、登録復帰を請願
  - 4月1日 - 1人1車制の実施、選手出場斡旋調整基準の制定
  - 4月1日 - トーナメント（勝ち上がり）方式による番組編成の導入
  - 4月23日 - 元大井地区所属選手からの登録復帰請願を却下
  - 7月23日 - 伊勢崎オートレース場建設起工式
- 1976年（昭和51年）
  - 4月1日 - 無鉛レギュラーガソリンの使用開始
  - 10月6日 - 選手29名が伊勢崎へ移籍
  - 10月9日 - 伊勢崎オートレース場開設（大井オートレース場より移転）
- 1977年（昭和52年）
  - 3月19日 - 飯塚将光、12連勝達成
  - 4月30日 - 浜松オートレース場にて、前売車券発売の開始
  - 11月17日 - 罰則の統一の解釈、再発走の回数及び参加条件について申し合わせ事項決定
- 1978年（昭和53年）
  - 1月19日 - ヘルメットの統一、競走車の呼名についての申し合わせ事項決定
  - 3月13日 - 篠崎実、10連勝達成
  - 10月16日 - 山陽オートレース場からトータリゼータシステムの導入
- 1979年（昭和54年）
  - 1月 - 篠崎勝則・飯塚将光・田中雅文がオーストラリアに遠征
  - 9月1日 - 財団法人小型車両振興協会設立

### 1980年代
- 1980年（昭和55年）
  - 11月6日 - オートレース30周年記念式典
- 1981年（昭和56年）
  - 7月9日 - 選手制度の改正
- 1982年（昭和57年）
  - 2月11日 - 飯塚将光、11連勝達成
- 1984年（昭和59年）
  - 5月3日 - 伊勢崎オートレース場にて、初の早期前売を開始
  - 5月31日 - 新選手制度の決定（ランク制、希望退職制度、10ヶ月養成等の採用）
  - 8月28日 - 和久田正勝、11連勝達成
  - 11月5日 - 川口オート・伊勢崎オートにて、「第16回日本選手権オートレース」において初の特別発売
  - 11月5日 - 選手の退職年金制度発足
- 1985年（昭和60年）
  - 4月25日 - 小型自動車競走実施規則の一部改正（暴力団等の入場規制等の強化する措置）
  - 6月22日 - 小型自動車競走施行規則の一部改正（施設等改善オートレースの開催に途ひらく）
  - 11月1日 - 公営競技場から暴力団、ノミ屋等を一斉に排除
- 1986年（昭和61年）
  - 6月11日 - 「第5回オールスターオートレース」の特別販売先で初めて通信衛星によるテレビ中継を放映
  - 7月5日 - 川口オートレース場にて、前売発売を開始
  - 10月1日 - 小型自動車競走法施行規則の一部を改正（場外車券売場を設置可能とする措置）
  - 10月14日 - 「第18回日本選手権オートレース」において本場以外の車券発売締め切り時刻を本場とほぼ同時とするためのオンライン化システム稼動
  - 11月16日 - 秋田敬吾、1000勝達成（1000勝第一号）
- 1987年（昭和62年）
  - 1月23日 - 特別企画オートレースの開始
  - 3月2日 - 特別オートレース等運営要網の一部改正（全日本選抜オートレースを特別レースに追加）
  - 3月31日 - 川口オートレース場にて、「第1回スーパースター王座決定戦」開催（優勝：桝崎正）
  - 3月31日 - 同レースにおいて初めて練習タイム、試走タイムを公表や前々日からの前売り発売実施
  - 4月4日 - 浜松オートレース場にて、マルチユニット車券を導入
  - 4月25日 - 「第6回オールスターオートレース」の臨時場外車券発売場において初めて試走タイムを公表
  - 9月17日 - 発走合図システム装置の開発完了
  - 10月7日 - 「第19回日本選手権オートレース」において初めて試走タイムを全場（本場及び臨時場外）に公表、ナイター前売り発売の実施
  - 12月17日 - 発走合図システム装置の導入決定
- 1988年（昭和63年）
  - 3月15日 - 飯塚オートレース場にて、「第1回全日本選抜オートレース」開催（優勝：田代祐一）
  - 6月28日 - 長崎県高島町、オートレース場開設計画断念（長崎、高島町定例議会）
  - 10月13日 - 伊勢崎オートレース場にて、ナイター開催のための夜間走行テスト
  - 12月13日 - 田代祐一、12連勝達成
- 1989年（平成元年）
  - 2月6日 - 第1回オートレース年間3賞（日刊スポーツ新聞社制定）の表彰
  - 4月1日 - 発走合図システム装置が全場で一斉に稼動
  - 6月2日 - 伊勢崎オートレース場においてナイター競走開始
  - 12月1日 - 飯塚オートレース場にて、「第1回全国地区対抗オートレース」開催
  - 12月7日 - 飯塚将光、1000勝達成

### 1990年代
- 1990年（平成2年）
  - 3月1日 - 電話投票プロジェクトチーム発足
  - 3月31日 - 年間車券売り上げ3千億円台を突破
  - 10月24日 - オートレース40周年記念式典
  - 11月6日 - 第22回日本選手権オートレース（山陽オートレース場、優勝：片平巧）において、片平巧が3.351秒/100 mの新記録を樹立
- 1991年（平成3年）
  - 1月1日 - テレホンセンター開設
  - 1月17日 - 新型エンジンの開発決定
  - 3月10日 - 電話投票会員1次募集
  - 5月1日 - 新型エンジン開発研究会設置
  - 9月1日 - 船橋オートレース場、川口オートレース場、浜松オートレース場、伊勢崎オートレース場で電話投票開始
  - 9月19日 - 新型エンジンの入札
  - 10月11日 - 新型エンジンの設計、試作をスズキ株式会社に委託
  - 11月23日 - 電話投票会員2次募集
  - 12月2日 - 選手制度の改正
- 1992年（平成4年）
  - 3月31日 - 年間車券売り上げ3.497億円台を記録
  - 4月24日 - 新型エンジンの仕様決定
  - 5月 - 新型エンジンの開発完了
  - 7月20日 - 広瀬登喜夫、1000勝達成
  - 8月20日 - 選手養成所整備工場竣工
  - 12月14日 - 岩田行雄、11連勝達成
  - 12月25日 - 選手制度の改正（長欠者の取扱いその他）
- 1993年（平成5年）
  - 4月 - 飯塚オートレース場で早期車券販売
  - 5月20日 - 新投票検討委員会初会合（8車8枠制の検討始まる）
  - 7月9日 - 新型エンジンのネーミング「セア」と決定
  - 7月10日 - 阿部光雄、1000勝達成
  - 8月10日 - ファン、マスコミに新型エンジン公開
  - 9月27日 - 選手、審査員慣熟訓練（新型エンジンへの乗り替りのため）
  - 10月1日 - 飯塚オートレース場、山陽オートレース場で電話投票開始
  - 10月8日 - 新エンジン『セア』デビュー、全選手一斉乗り替わり
- 1994年（平成6年）
  - 1月1日 - 島田信廣、オートレース界初の1億円レーサーに
  - 1月15日 - 吉田拓郎をイメージキャラクターに起用
  - 6月1日 - 伊勢崎オートレース場にて、「ムーンライトチャンピオンカップ決定戦」初開催
  - 11月24日 - 島田信廣、2年連続1億円レーサーに
  - 11月30日 - 片平巧、2人目の1億円レーサーに
- 1995年（平成7年）
  - 1月17日 - 兵庫県南部地震（阪神・淡路大震災）で住友ゴム神戸工場被災。タイヤ供給の危機発生
  - 1月17日 - 岡本夏生をイメージキャラクターに起用
  - 3月10日 - 施行規則の一部改正（8車8枠制へ道開く）
  - 4月1日 - グレード制の導入
  - 4月11日 - 吉田光、1000勝達成
  - 5月3日 - 桝崎正、1000勝達成
  - 7月8日 - 小林啓二、1000勝達成
  - 7月8日 - 第24期生、セア2級車でデビュー
  - 10月14日 - 川口オートレース場にて、阪神・淡路大震災復興協賛レース開催
  - 12月13日 - 全日本オートレース選手会からAR600型の部品改良の要望
- 1996年（平成8年）
  - 2月21日 - 選手定数を95名から97名へ改正
  - 2月21日 - 特別オートレースの拡大（2本新設）
  - 4月1日 - 赤井英和をイメージキャラクターに起用
  - 5月25日 - 二田水潤太郎、1000勝達成
  - 6月10日 - 島田信廣、1000勝達成
  - 6月12日 - 選手養成所本館宿泊棟竣工
  - 12月1日 - 鈴木章夫、1000勝達成
  - 12月21日 - 山元正次、1000勝達成
- 1997年（平成9年）
  - 1月1日 - 選手あっせん基準の改正（8車8枠制に伴う車立減防止のため）
  - 1月20日 - 島田信廣、片平巧が1億円レーサーに
  - 1月23日 - 堀之内町議会で専用場外の招致請願が決議される
  - 4月 - CATVによる中継放映開始
  - 7月9日 - オートレースオフィシャルホームページ開設
  - 7月16日 - 浜松オートレース場にて、「第1回東西チャンピオンカップ」開催（優勝：片平巧）
  - 9月15日 - CS放送での中継放送開始
  - 10月17日 - 川口オートレース場にて、「長野五輪冬季競技大会協賛レース」開催
  - 12月15日 - 田代祐一、1000勝達成
  - 12月24日 - 船橋オートレース場にて、「第1回オートレースグランプリ」開催（優勝：中村政信）
- 1998年（平成10年）
  - 2月1日 - 電話投票実施規則改正（無担保方式の導入）
  - 3月10日 - 篠崎実、1000勝達成
  - 3月10日 - オートレースホームページの改定（レース結果、選手名鑑等を追加）
  - 4月1日 - 罰則の強化
  - 4月11日 - 8車8枠制の導入（6枠制は廃止）[33]
  - 6月9日 - 鈴木辰巳、1000勝達成
  - 11月5日 - 発走合図システムの改良
- 1999年（平成11年）
  - 4月1日 - オートレースホームページの改定（直近2節の選手成績を追加）
  - 4月1日 - 藤岡弘をイメージキャラクターとして起用
  - 4月30日 - 堀之内場外設置が承認される
  - 5月 - オートレースホームページの改定（情報交換の場を提供）
  - 5月29日 - 電話投票会員3万人突破
  - 8月1日 - オートレースホームページの改定（注意書きを追加）
  - 9月30日 - 専用場外の統一名称「アレッグ」に決定
  - 12月8日 - 場外車券売場アレッグ越後開場

### 2000年代
- 2000年（平成12年）
  - 2月17日 - オートレース50周年記念ファン感謝デイ
  - 3月17日 - 新競走制度の骨子決定
  - 4月1日 - セア改良型一斉乗り替え
  - 6月10日 - 岩田行雄、1000勝達成
  - 7月7日 - 福永勝也、1000勝達成
  - 7月10日 - オートレースホームページの改定（オッズ、試走タイム等をリアルタイムで追加）
  - 10月1日 - 新競走制度のスタート
  - 10月14日 - 船橋オートレース場にて、「オートレース発祥50周年JAPAN AUTO FESTIVAL 2000」開催
  - 10月19日 - オートレース50周年表彰式
- 2001年（平成13年）
  - 1月14日 - 高橋貢、14連勝達成
- 2002年（平成14年）
  - 2月3日 - 山陽オートレース場にて新賭式車券（三連単・三連複・ワイド）導入[34]
  - 4月1日 - ナンバーワンヘルメットの採用（初代は岡部聡）
- 2003年（平成15年）
  - 3月24日 - 場外車券売場「アレッグ越後」廃止
  - 4月27日 - 川口オートレース場にて、新賭式車券導入
  - 6月28日 - iモード・インターネット投票の正式稼働
  - 9月24日 - ヘルメットカバーの廃止
  - 10月1日 - 失格判定場面のレース映像放映開始
  - 11月8日 - 飯塚オートレース場にて、新賭式車券導入
  - 12月29日 - 木村武之、11連勝達成
- 2004年（平成16年）
  - 4月1日 - 改良タイヤ「KR73S」導入
  - 4月1日 - ホームページにおける全レース動画配信の開始
  - 4月1日 - NO.1ユニフォームの採用（初代は高橋貢）
  - 4月17日 - 船橋オートレース場にて、新賭式車券導入
  - 4月25日 - 浜松オートレース場にて、新賭式車券導入
  - 12月31日 - 高橋貢、年間獲得賞金史上最高148,124,255円達成
- 2005年（平成17年）
  - 4月1日 - 西日本小型自動車競走会発足（福岡・山口競走会合併）
  - 4月1日 - オートレース構造改革の実施
  - 4月22日 - 伊勢崎オートレース場にて、新賭式車券導入
  - 7月25日 - 秋田敬吾、史上初1500勝達成
  - 8月1日 - オート関連3団体が合併、オートレース振興協会が発足
  - 8月2日 - 競走成績によるランク制（S級・A級・B級）を全国ランク制へ移行[35]
  - 8月20日 - 飯塚オートレース場にて初のナイター競走を「GIダイヤモンドレース」で開催
  - 9月29日 - 東日本小型自動車競走会発足（東日本4競走会合併）
- 2006年（平成18年）
  - 4月1日 - オートレース基幹システムの再構築実施
  - 4月1日 - 船橋オートレース場・浜松オートレース場が包括的民間委託導入
  - 4月1日 - ネットバンクによる車券発売の開始
  - 5月22日 - 伊勢崎オートレース場の第12R、3連単で15,721,720円の過去最高の高額配当
  - 7月5日 - 小林啓二、通算1500勝達成
  - 9月20日 - 飯塚オートレース場にて、「SG第10回オートレースグランプリ」をSG史上初のナイター競走で開催
- 2007年（平成19年）
  - 1月7日 - 山陽オートレース場が包括的民間委託導入
  - 6月13日 - 競走法改正（交付金還付制度実施、入場料徴収規定の廃止など）
- 2008年（平成20年）
  - 4月1日 - 財団法人JKA発足（日本小型自動車振興会解散）
  - 11月2日 - 高橋貢、11連勝達成
  - 12月30日 - 高橋貢、年間最多勝利数記録達成（81回）
  - 12月31日 - 「SG第23回スーパースター王座決定戦」より、大晦日に開催
- 2009年（平成21年）
  - 4月1日 - 競走車用消音機（新型マフラー）導入
  - 4月11日 - 片平巧、1000勝達成
  - 8月18日 - 穴見和正、1000勝達成
  - 12月4日 - 高橋貢、史上最多150V達成

### 2010年代
- 2010年（平成22年）
  - 4月29日 - 高橋貢、11連勝達成
- 2011年（平成23年）
  - 7月8日 - 44年ぶりに女子レーサー佐藤摩弥デビュー
  - 7月24日 - 髙橋貢、1000勝達成
  - 9月1日 - 青山周平、12連勝達成
- 2012年（平成24年）
  - 4月13日 - 重勝式車券『モトロト』導入。オッズパークにて発売開始
  - 6月9日 - 3月の小型自動車競走法改正を受け、車券の控除率を30 %へ順次変更
  - 12月25日 - 小林啓二、150V達成
- 2013年（平成25年）
  - 6月6日 - 浦田信輔、1000勝達成
  - 8月10日 - 福田茂、1000勝達成
- 2014年（平成26年）
  - 2月11日 - 浜松オートレース場で開催された「SG第27回全日本選抜オートレース」にて優勝した浦田信輔が100V達成
  - 4月25日 - 重勝式車券『モトロトBIG』（ランダム4重勝2連勝単式）で、史上最高配当である6億円が出る
- 2015年（平成27年）
  - 4月29日 - 安藤定実、「SG第34回オールスターオートレース」（浜松、第3R）にてSG最年長勝利記録更新（当時70歳337日）[36]
  - 6月18日 - 岡部聡、1000勝達成
  - 8月1日 - 中村雅人、15連勝達成
  - 9月4日 - 谷口武彦、公営競技最年勝利長記録更新（当時73歳280日）
  - 9月5日 - 川口オートレース場にて初のナイター競走開催。ナイター専用新型マフラー導入
  - 11月16日 - 飯塚オートレース場にて初のミッドナイトオートレースを開催。先に川口で導入したナイター専用マフラーを使用
  - 12月28日 - 中村雅人、年間最多勝利数記録達成（84回）
- 2016年（平成28年）
  - 3月21日 - 船橋オートレース場最終開催（3月31日廃止）
  - 12月14日 - 重勝式車券『当たるんです』導入。公式ホームページにて発売開始
  - 12月17日 - 高橋貢、12連勝達成
  - 12月30日 - 青山周平、年間最多勝利数記録達成（86回）
- 2017年（平成29年）
  - 6月11日 - 永井大介、1000勝達成
  - 12月1日 - 鈴木圭一郎、10連勝達成
- 2018年（平成30年）
  - 9月16日 -鈴木圭一郎、13連勝達成
  - 9月24日 - 髙橋貢、史上初200V達成
  - 12月23日 - 鈴木圭一郎、年間最多勝利数記録達成（89回）
- 2019年（平成31年 / 令和元年）
  - 2月17日 - 山陽オートレース場にて飯塚オートレース場に続いて2場目となるミッドナイトオートレースを試行開催[注 17]
  - 8月23日 - 山陽オートレース場にてミッドナイトオートレースを正式開催
  - 8月25日 - 青山周平、13連勝達成
  - 10月30日 - 長谷川啓、最年長優勝記録更新（当時68歳6か月10日）
  - 11月4日 - 佐藤摩弥、女子レーサー初スーパースター王座決定戦トライアル戦出場決定
  - 12月18日 - 鈴木章夫、GI最年長勝利記録更新（当時73歳118日）[37]

### 2020年代
- 2020年（令和2年）
  - 1月31日 - 伊勢崎オートレース場にて、公営競技界初の試みとなるネット投票ナイター競走「ネット限定 伊勢崎アフター6ナイター」（7車立て・7R制）を試行開催[注 18][38]
  - 4月1日 - オートレース発祥70周年を記念して、「オートレース公式ファンクラブ」開設[39][40]
  - 4月9日 - 青山周平、2011年7月30日のデビューから8年8か月11日（当時）の史上最速で500勝達成。[41][注 19]
  - 5月11日 - オートレース発祥70周年記念特設サイトをオープン[42]。併せて、オートレース発祥70周年記念・企画レースの開催を発表[注 20][注 21][43]
  - 5月12日 - 伊藤信夫、史上25人目の1,000勝達成[44]
  - 6月7日 - 鈴木章夫、公営競技最年長勝利記録更新（当時73歳290日）[45]
  - 6月12日 - 永井大介、史上10人目の100V達成[46][47][48]
  - 8月5日 - オートレースオフィシャルサイト常時SSL化（HTTPS化）[49]
  - 9月17日 - 鈴木章夫、公営競技最年長勝利記録更新（当時74歳26日）[50]
  - 9月17日 - 伊勢崎オートレース場にて、「伊勢崎オート アフター6ナイター」正式開催[51][52]
  - 10月16日 - 川口オートレース場にて、「川口ナイトレース」試行開催[51][53]
  - 10月20日 - 鈴木章夫、公営競技最年長勝利記録更新（当時74歳59日）[54][55]
  - 11月14日 - 鈴木章夫、公営競技最年長勝利記録更新（当時74歳84日）[56][57]
  - 11月19日 - 鈴木圭一郎、2013年7月5日のデビューから7年4か月15日の史上最速で500勝達成。[58][59][注 22]
- 2021年（令和3年）
  - 1月4日 - 鈴木章夫、公営競技最年長勝利記録更新（当時74歳135日）[60]
  - 1月11日 - 上和田拓海、10連勝達成
  - 2月4日 - 青山周平、12連勝達成
  - 2月13日 - 篠崎実、「GII レジェンドカップ」（伊勢崎、第7R）にてG2最年長勝利記録更新（当時71歳354日）[61]
  - 2月20日 - 高橋貢、史上4人目となる通算1,500勝達成。デビューから29年8ヶ月での達成は史上最速[62][63]
  - 3月27日 - 鈴木章夫、公営競技最年長勝利記録更新（当時74歳217日）[64]
  - 4月8日 - 鈴木章夫、公営競技最年長勝利記録更新（当時74歳229日）[65]
  - 4月26日 - 篠崎実、「SG第40回オールスターオートレース」（川口、第3R）にてSG最年長勝利記録更新（当時72歳60日）[66]
  - 4月28日 - 篠崎実、「SG第40回オールスターオートレース」（川口、第4R）にてSG最年長勝利記録更新（当時72歳62日）[67]
  - 5月10日 - 鈴木章夫、公営競技最年長勝利記録更新（当時74歳261日）[68]
  - 5月27日 - 篠崎実、「GII 川口記念」（川口、第4R）にてG2最年長勝利記録更新（当時72歳91日）[69]
  - 5月28日 - 浜松オートレース場にて、「浜松アーリーレース」試行開催[70]
  - 5月30日 - 篠崎実、「GII 川口記念」（川口、第10R）にてG2最年長勝利記録更新（当時72歳94日）[71]
  - 6月6日 - 鈴木章夫、公営競技最年長勝利記録更新（当時74歳288日）[72]
  - 6月11日 - 鈴木章夫、公営競技最年長勝利記録更新（当時74歳293日）[73]
  - 6月16日 - 青山周平、10連勝達成
  - 6月22日 - 鈴木章夫、公営競技最年長勝利記録更新（当時74歳304日）[74]
  - 6月28日 - 飯塚オートレース場にて、「チャリロト杯 GIIミッドナイトチャンピオンカップ」開催[75]
  - 7月22日 - 鈴木章夫、公営競技最年長勝利記録更新（当時74歳334日）[76]
  - 7月23日 - 鈴木章夫、公営競技最年長優勝戦進出記録更新（当時74歳336日）[77]
  - 7月27日 - 鈴木章夫、公営競技最年長勝利記録更新（当時74歳339日）[78]
  - 8月3日 - 鈴木章夫、公営競技最年長勝利記録更新（当時74歳346日）[79]
  - 8月4日 - 鈴木章夫、公営競技最年長勝利記録更新（当時74歳347日）[80]
  - 9月13日 - 山陽オートレース場にて初のナイター競走開催。ミッドナイトオートレースで使用しているナイター専用消音マフラーを使用
  - 9月19日 - 鈴木章夫、公営競技最年長勝利記録更新（当時75歳28日）[81]
  - 10月9日 - 鈴木章夫、「GII ウィナーズカップ」（浜松、第3R）にて公営競技最年長勝利記録・G2最年長勝利記録を同時に更新（当時75歳48日）[82][83]
  - 10月20日 - 木村武之、1,000勝達成[84]
  - 11月23日 - 鈴木清市、最年長優勝記録更新（当時68歳9か月4日）[85]
  - 12月2日 - 鈴木章夫、公営競技最年長出走記録更新（75歳102日）[86]
  - 12月5日 - 鈴木章夫、公営競技最年長勝利記録更新（当時75歳105日）[87]
  - 12月15日 - 鈴木圭一郎、年間最多勝利記録更新（90勝、最終記録:94勝）[88]
- 2022年（令和4年）
  - 2月5日 - 鈴木章夫、公営競技最年長勝利記録更新（当時75歳167日）[89]
  - 2月10日 - 岡松忠、1,000勝達成[90]
  - 2月25日 - 鈴木章夫、公営競技最年長勝利記録更新（当時75歳187日）[91]
  - 3月2日 - 丹村飛竜、10連勝達成[92]
  - 4月2日 - 公式ウェブサイト、公式ネット投票リニューアル[93]
  - 4月2日 - 「1日2回出走」実施[94]
  - 4月11日 - 鈴木章夫、公営競技最年長勝利記録更新（当時75歳232日）[95]
  - 4月29日 - 篠崎実、「SG第41回オールスターオートレース」（川口、第6R準々決勝戦）にてSG最年長勝利記録更新（73歳63日）[96]
  - 5月30日 - 鈴木章夫、公営競技最年長勝利記録更新（当時75歳281日）[97]
  - 6月21日 - 鈴木章夫、公営競技最年長勝利記録更新（当時75歳303日）[98]
  - 7月1日 - 鈴木章夫、公営競技最年長勝利記録更新（当時75歳313日）[99]
  - 7月3日 - 鈴木章夫、公営競技最年長勝利記録更新（当時75歳315日）[100]
  - 7月15日 - 鈴木章夫、「朝陽カントリークラブpresents小林啓二杯 GⅡ第3回山陽王座チャレンジカップ」（山陽、第1R）にて公営競技最年長勝利記録・G2最年長勝利記録を同時に更新（当時75歳327日）[101][102]
  - 7月18日 - 鈴木章夫、「朝陽カントリークラブpresents小林啓二杯 GⅡ第3回山陽王座チャレンジカップ」（山陽、第6レース）にて公営競技最年長勝利記録・G2最年長勝利記録を同時に更新（当時75歳330日）[103]
  - 7月22日 - 池田政和、1,000勝達成[104]
  - 7月30日 - 鈴木章夫、「K-mix杯 GII ウィナーズカップ」（浜松、4日目、第6レース）にて公営競技最年長勝利記録（当時75歳342日）・G2最年長勝利記録を同時に更新（75歳342日）[105]
  - 8月6日 - 鈴木章夫、 公営競技最年長勝利記録更新（当時75歳349日）[106]
  - 8月20日 -  鈴木章夫、 公営競技最年長勝利記録更新（当時75歳363日）[107]
  - 8月20日 - 篠原睦、1,000勝達成[108]
  - 9月10日 - 鈴木章夫、公営競技最年長勝利記録更新（当時76歳19日）[109]
  - 9月11日 - 鈴木章夫、公営競技最年長勝利記録更新（当時76歳20日）[110]
  - 9月25日 - 鈴木章夫、公営競技最年長勝利記録更新（当時76歳34日）[111]
  - 10月10日 - 佐藤励、「GII 第33回若獅子杯争奪戦」（山陽）にて、初優勝しデビュー最速グレートレース優勝記録を更新（306日）[112][注 23]
  - 10月12日 - 鈴木章夫、公営競技最年長勝利記録更新（当時76歳51日）[113]
  - 10月21日 - 鈴木章夫、「GI 第64回スピード王決定戦」（浜松、第1R）にて、公営競技最年長勝利記録（当時76歳60日）・GI最年長勝利記録を同時更新（76歳60日）[114][115]
  - 11月8日 -  鈴木章夫、公営競技最年長勝利記録更新（当時76歳78日）[116]
  - 11月9日 -  鈴木章夫、公営競技最年長勝利記録更新（当時76歳79日）[117]
  - 11月13日 - 新井日和、オートレース女子選手史上初の10代で初優勝。女子選手史上最年少優勝記録（19歳8か月29日）と、女子選手デビュー最速優勝記録（当時デビュー1年5か月9日）を更新[118][注 24]
  - 11月26日 - 浜松オートレース場にて、「GIIオートレースメモリアル」開催
  - 12月17日 - 鈴木章夫、公営競技最年長勝利記録更新（当時76歳117日）[119]
  - 12月25日 - 鈴木章夫、公営競技最年長勝利記録更新（当時76歳125日）[120]
- 2023年（令和5年）
  - 1月4日 - 篠崎実、鈴木辰巳、1,500勝達成[121][122]
  - 1月7日 - 小椋華恋、デビュー初優出初優勝。女子選手デビュー最速優勝記録（デビュー1年0か月30日）を更新[123][注 25]
  - 1月19日 - 鈴木章夫、公営競技最年長勝利記録更新（76歳150日）[124]
  - 1月23日 - 篠崎実、オートレース最年長優勝記録と公営競技最年長優勝記録を同時更新（73歳10か月29日）[125][注 26]
  - 2月1日 -  重勝式車券『モトロトBIG』（ランダム4重勝2連勝単式）で、2014年4月25日以来2度目となる史上最高配当の6億円が出る[127]
  - 2月9日 - オートレース業界初の代替開催（借り上げ施行開催）実施。山陽オートレース場を借り上げて「浜松市営ミッドナイトオートレース」を実施[128][129]
  - 3月15日 - 鈴木章夫、公営競技最年長勝利記録更新（当時76歳205日）
  - 3月26日 - 鈴木章夫、公営競技最年長勝利記録更新（当時76歳216日）
  - 4月1日 - オートレース重勝式車券『モトロト』から新商品「モトロト７」の発売開始[130]
  - 4月6日 - 川口オートレース場にて「AutoRace.JP キャッシュレス」サービスがスタート[131]
  - 4月6日 - 森且行、川口オートレース場にて、2021年1月の落車事故以来2年3か月ぶりの復帰を果たし勝利を収めた[132][133]
  - 4月8日 - 飯塚オートレース場で開催されるナイター開催について4月8日以降、ナイター専用消音マフラーを使用する[134]

### 新型コロナウイルス感染症拡大防止に関わる対応
オートレースの新型コロナウイルス感染拡大防止に関わる取り組みは こちらを参照

### 近況
25期には元SMAPの森且行、29期にはMotoGP125 ccクラスの元世界チャンピオン青木治親らが活躍している。2011年には全日本ロードレース選手権GP250元チャンピオンの青山周平に加え、44年ぶりに女子選手2名が誕生した。
2011年4月からハンデ戦の枠順方式を軽ハンデの選手から順に内枠に入り重ハンデの選手が外枠に入るように改められた。
しかし、レジャーの多様化等公営競技全体の売り上げが低迷する中、オートレースも例外ではなく開催日削減、選手の賞金削減、競走会統合による組織のスリム化、一部業務の外部委託等ここ数年間で合理化が進められた。
過去年間最高賞金記録は、2004年の高橋貢（伊勢崎オートレース場所属）による148,124,255円で、同じ公営競技ながら既に2億円プレイヤーが誕生している中央競馬、競輪、競艇と比べると低い。その理由は、オートレース場自体の数が少なく開催日も少ないことが要因の一つとされる。だが、年間平均獲得賞金額で見ると、女子選手に限れば872万円（2018年）で、638万円（2018年）であったガールズケイリン選手よりは高い。
また、2020年度オートレース総売り上げ額は946億4554万800円で、前年度比128.1 %と高い伸びを示した。
2021年11月30日、JKAは2022年4月1日からのオートレースの基幹システム更改に伴う変更を発表。同じ選手が1日2レースに出場する「2回乗り」を実施するシステムを構築した。また、ナイターとミッドナイトの同一日開催が可能となった。
2021年12月24日、2022年度のSG・特別G1の開催日程を発表。「オールスターオートレース」と「オートレースグランプリ」では、業界初の「6日制」で開催。また、「日本選手権オートレース」では、同競走初となるナイター競走で開催された。
2022年3月14日終了時点で、2021年度のオートレース車券売上額が1000億6226万5600円となり、年度の車券売り上げ額が1000億円を突破したのは2008年度以来13年ぶりとなった。最終的に、2021年度総売上額は1032億9495万2700円（前年度比109.1 %）となり、前年度からプラス86億4941万1900円で5年連続の増収となった。また、開催日数が前年度から65日増えたことに加えナイター開催が増収の大きな要因で、ミッドナイトオートレースが183億3731万6000円（前年度比134.7 %）、伊勢崎アフター5ナイターが29億1543万8100円（前年度比183.1 %）、川口ナイトレースが28億3334万8400円（前年度比183.1 %）の売り上げを記録した。なお、これまでの総売上額の最高は1991年度の3497億7667万7200円。
2022年8月8日、JKAより2022年10月から2023年3月までの開催日程が決定し、「GII オートレースメモリアル」の新設（浜松、2022年11月26日〜30日開催予定）、オートレース史上初の代替開催の実施（山陽オートレース場を借り上げて浜松市営ミッドナイトオートレース開催（2023年2月9日〜12日及び3月25日〜28日予定）を実施）を発表した。
2022年12月9日、2023年度のSG・特別G1の開催日程が発表され、『スーパースターフェスタ（スーパースター王座決定戦）』を除く4つのSG全てが「6日制」での開催となった。
2023年度の総車券売上高は1091億3117万円となり、3年連続で1000億円を突破している。

## 各種記録
主なオートレースの記録は、オートレースの記録 を参照
- 最年長優勝戦進出記録 - 2021年7月23日に鈴木章夫が更新した、74歳335日[77]
- 最年長優勝記録 - 2023年1月23日に篠崎実が更新した、73歳10か月29日[125][注 29]
- 最年長勝利記録 - 2023年1月19日に鈴木章夫が更新した、76歳150日[124][注 29]
- SG最年長勝利記録 - 2022年4月29日に篠崎実が更新した、73歳63日[96]
- G1最年長勝利記録 - 2022年10月21日に鈴木章夫が更新した、76歳60日[115][注 29]
- G2最年長勝利記録 - 2022年7月30日に鈴木章夫が更新した、75歳342日[105][注 29]
- 最年長出走記録 - 2021年12月2日に鈴木章夫が更新した、75歳102日[86][注 29]
- グランドスラム達成者（SG5冠制覇。※は東西チャンピオンカップ（1997年〜2000年）を含むSG6冠制覇） - ※片平巧、※高橋貢、永井大介、浦田信輔、中村雅人、青山周平[146]
- 3連単の最高配当 - 2006年5月22日に伊勢崎12Rで更新された1,572万1,720円[147]

## 放送・ネット配信での中継

### 放送
- 2022年現在、放送媒体は、スカパー!プレミアムサービス「ベターライフチャンネル」（ch529）、「セレクトショッピング Ch.528」（ch528）[148]と一部のケーブルテレビ局にて実況中継を行っている。
- また地上波では群馬テレビが伊勢崎オートレース場のレース実況を主に優勝戦をメインに随時、テレビ埼玉では「BACHプラザ」内にて川口オートレース場のレース結果、展望を開催前日から開催最終日まで放送している。また、川口オートレース場でのグレードレースの優勝戦の模様[注 30]や、テレビ埼玉のマルチ編成「テレ玉第2チャンネル」（032 ch、SV2）で「川口ナイトレース」優勝戦の模様（2020年10月より）を放送している[149]。
- BS放送では、BS11 にてグレードレース（主にSGレース）の優勝戦を放送されることがある[注 31]。
- 2015年2月18日の山陽オートレースの中継より、ハイビジョン放送が開始された[151]。

### ネット配信
- 2022年現在、下記のウェブサイトやスマートフォンアプリで、全レースインターネット生中継・オンデマンド配信されている。
  - オートレースオフィシャルサイト「ネットスタジアム」
  - ライブ配信サイトニコニコ生放送「オートレースオフィシャルチャンネル」
  - 公営競技総合サービスサイトオッズパーク「オッズパークオートレース」
  - YouTube「オートレースYouTubeチャンネル」[152]
  - スマートフォンアプリ「Auto Race LIVE」[153]
  - ABEMA「競輪・オートレースチャンネル」（2020年5月7日より）[154]
  - インターネット投票サービスWINTICKET（ウィンチケット）「WINTICKET オートレース」（2020年5月7日より）[154]
  - スカパー!「スカパー!番組配信」（2021年10月1日より）[注 32]

※かつてはUstreamでも配信されていたが、2016年3月31日で配信サービス終了。

## イメージキャラクター
選手で元SMAPメンバーの森且行（25期、川口オートレース場所属）がテレビCMやポスターに登場している。過去のイメージキャラクターは吉田真里子・小倉優子・菊川怜・藤岡弘・赤井英和・吉田拓郎・岡本夏生である。
また、下記の各オートレース場では、独自のイメージキャラクター（ガール）やマスコットキャラクター等が存在している。
- 川口オートレース場
  - 2006年4月から2008年3月までGacktが務め、Gacktは同場のファンファーレの作曲を手掛けた。
  - 2016年4月からは、「川口オートレースイメージガール」がデビュー。初代を菜乃花が2020年3月まで[注 34] 務めていた[156][157][158]。
  - 2020年4月7日、平嶋夏海が2代目に決定した事を発表した[159][160][161]。同年6月28日、「GII川口記念」開催最終日のCS放送内でお披露目され、大型二輪免許を有しているのを生かし、第5R・第11R・第12Rで試走先導を行い、第12R優勝戦でゴールチェッカーを振った[162]。
- 伊勢崎オートレース場
  - 2004年10月に同場のマスコットキャラクターとして「キラット」が誕生[163]。
  - 2019年6月15日、「ISESAKI AUTO グリッドガールズ G★Smil」がお披露目され活動開始した[164][165]。過去に、「伊勢崎オートイメージガール」として横山かおり（2009年5月〜2011年3月）[166][167]、「ISESAKI AUTO グリッドガールズ キラッツ★」が活動していた（2017年6月4日〜2019年2月24日）[168]。
- 浜松オートレース場
  - 2004年11月にイメージガール「浜松オートレースヴィーナス」がデビュー。初代は浅木美帆（2007年3月まで）。その後、2代目を金子しおり（現:詩織）（2007年4月〜2011年2月）、3代目をKANA（桜田加菜）（2011年4月〜2013年3月）、4代目をARISA（藤川ありさ）（2013年5月〜2015年3月）、5代目をSAORI（野中沙織）（2015年4月〜2016年3月）、6代目をASAHI（神田あさひ）（2016年4月〜2020年3月）[169][170] が務めた。2020年4月19日より、JIN（西森じん）が7代目としてCS放送内でお披露目され活動開始した[171][172]。
- 山陽オートレース場
  - 過去に2008年6月から2010年3月まで同場のイメージガールを森唯が務めていたのみで[173][注 35]、以降イメージキャラクターを設けていない。
- 飯塚オートレース場
  - 同場マスコットキャラクター「イービー」と、同場ミッドナイトオートレースマスコットキャラクター「ヤオビー」がいる[175]。
  - 2008年5月にイメージガール「勝利の女神」がデビュー。初代はMAMI（2011年3月まで）[176]。その後、2代目をKYOKO（2011年7月〜2013年3月）、3代目をAKI（2013年4月〜2018年3月）[注 36]、4代目をMITSUKI（立花光希）（2020年4月〜2022年2月）[178][179][180]が務めた。2022年4月1日、5代目勝利の女神としてRUKA（上川瑠佳）の就任を発表[181][182][183]。同年5月3日、CS放送内でお披露目され本格的に活動開始した[184][185]。

### 平尾昌晃とオートレースとの関係
公式イメージキャラクターの経験こそないが、歌手で作曲家だった平尾昌晃は、オートレース界に多大なる貢献を果たした。
1961年（昭和36年）、平尾は、俳優で歌手だった山田真二から、「平尾ちゃんこれから空いてる。面白い所行かない」と誘われ、当時存在した大井オートレース場に連れていかれた。すると「エレキギターの音やスピード感のあるロックのリズムに似ている。若い頃からスピード好きだったが、一瞬でとりこになってしまった」と述べた。
これをきっかけに、平尾はオートレースに嵌るようになり、その後、平尾はオートレースファンの有識者代表として、日本小型自動車振興会の幹部とも度々会い、そこで、「選手が入場しているのに、音楽がないと寂しくないですか。競馬でも入場してくる時のテーマ曲やファンファーレがあるじゃないですか」と進言し、後に、自らオートレースのファンファーレの作曲を手掛けるようになった。加えて平尾は、川口オートレース場のイメージソングである「ぶっちぎりの青春」の作曲も手掛けた。
一方、日本小型自動車振興会（現:JKA）は、平尾に表彰選手の選考委員やオートレース活性化の提言専門委員会の委員を歴任してもらうなど、長年に亘って平尾との関係を築いた。
2018年12月、2017年7月21日に逝去した平尾昌晃の長年に渡るオートレース界への貢献を讃え、「スーパースターフェスタ2018」（12月27日〜12月31日）内で開催される「スーパースターシリーズ戦」を「スーパースターシリーズ戦 平尾昌晃杯」と改称して実施された。